# إلفيس بيركنز
إلفيس بيركنز (بالإنجليزية: Elvis Perkins)‏ هو مغن مؤلف وموسيقي أمريكي، ولد في 9 فبراير 1976 في نيويورك في الولايات المتحدة.

## وصلات خارجية
- الموقع الرسمي
- إلفيس بيركنز على موقع IMDb (الإنجليزية)
- إلفيس بيركنز على موقع ميوزك برينز (الإنجليزية)
- إلفيس بيركنز على موقع أول ميوزيك (الإنجليزية)
- إلفيس بيركنز على موقع ديسكوغز (الإنجليزية)